# Пажма
Па́жма (рос. Пажма) — невелика річка в Юкаменському районі Удмуртії, Росія, ліва притока Лекми.
Бере початок на Красногорській височині. Протікає на північ та північний схід, впадає до річки Лекма неподалік села Йожевський. На річці створено невеликі ставки (найбільший біля села Зілай площею 0,23 км²), має декілька дрібних приток.
Річка неширока, від 7 м у верхній течії до 12 м у середній та нижній. Глибина становить 0,2 м у верхів'ях, 0,4 м у середній течії та 0,7 м у низов'ях. Дно вкрите водоростями.
На річці розташовані села Тарсаки, Байран, Єртем, Старий Безум, Мулліно, Зілай, Верхня, Нижня Пажма. Через річку збудовано міст в селі Єртем.